# Coach (película)
Coach es una película chilena dirigida por Leonardo Medel estrenada en 2016. Cuenta con las actuaciones de Fabiola Matte y la cantante peruana Wendy Sulca en su debut cinematográfico. La música original es de Carlos Cabezas y Gepe.

## Sinopsis
Marianne Ayala (Fabiola Matte) es la CEO de Groovefield International, una empresa de coaching ontológico. Está embarazada y busca una reemplazante. La elegida será Marian Aguayo (Wendy Sulca), una cocinera peruana a quien deberá entrenar por cinco días para que dé continuidad a su legado.

## Reparto
- Wendy Sulca
- Fabiola Matte
- Roció Usón
- Libertad Patiño
- Ana Paula Rondán
- Camila Gaete
- Carlos Flores Delpino

## Producción
En 2014 el proyecto cinematográfico se adjudicó un Fondo de Fomento Audiovisual (FFA) 2014 en la categoría Nuevos Lenguajes Audiovisuales. 
El rodaje se llevó a cabo a principios de 2015 en Santiago, para lo cual la cantante Wendy Sulca debió mudarse por algunas semanas a Chile. Según dijo en entrevista con EMOL, no estaba al tanto que sería la protagonista.
El primer tráiler se dio a conocer el 13 de abril de 2016, mientras que el segundo avance apareció el 28 de julio de 2016.
La avant premier se llevó a cabo el 26 de julio de 2016 en el Cine Arte Con en Constitución, balneario donde el director Leonardo Medel se encontraba rodando otra película que finalmente no vio la luz.
Coach tuvo su estreno el 28 de julio de 2016 y se exhibió en 15 salas del país.
Estuvo disponible en la plataforma de streaming Mubi.